# Guerres de la frontière en Australie
Les guerres de la frontière en Australie sont des guerres de conquête coloniale qui ont opposé les colons européens et les  Australiens autochtones (Aborigènes d'Australie et Indigènes du détroit de Torrès, notamment). Le nom « guerres de la frontière » (en anglais, frontier wars) fait référence à la frontière de la colonie britannique, que les occupants cherchaient à repousser toujours plus loin. Le premier conflit a eu lieu en 1788 quelques mois après le débarquement de la Première flotte britannique ; les derniers conflits frontaliers se sont produits au début du XXe siècle, jusqu'en 1934. La région de l'Australie qui compte le plus grand nombre de morts est le Queensland, où des spécialistes estiment le nombre de tués à 65 000 pour les Australiens autochtones, et à 2 000 pour les colons.
Longtemps refoulées par la mémoire blanche australienne officielle, les guerres de la frontière ont commencé à faire l'objet d'un débat public avec la parution en 1981 du livre de l'historien Henry Reynolds, De l'autre côté de la frontière. Jusqu'alors prévalait le mythe d'une « colonisation pacifique », qui occultait le processus de spoliation des terres, et l'existence même de peuples autochtones.
Si les Autochtones d'Australie se sont vu reconnaître des droits civiques en 1967 et des droits fonciers en 1975, si le gouvernement a présenté des excuses nationales aux peuples autochtones en 2008, il n'y a toujours pas de monument national pour honorer les Autochtones massacrés durant les guerres de la frontière.

## Répartition des Autochtones en 1788
Les conflits avec les aborigènes n'ont jamais été aussi intenses et sanglants dans les colonies du sud-est que dans le Queensland et le nord-est du continent. Plus d'Australiens autochtones ont été tués à la frontière du Queensland que dans toute autre colonie australienne ; plus de colons aussi. La raison est simple et se reflète dans toutes les sources traitant de ce sujet : il y avait plus d'Autochtones dans le Queensland. Le territoire du Queensland était la section la plus peuplée de l'Australie autochtone pré-contact, ce que montrent non seulement toutes les estimations de population pré-contact, mais aussi la cartographie de l'Australie pré-contact (voir Horton's Map of Aboriginal Australia ).
La répartition de la population autochtone illustrée ci-dessous est fondée sur deux sources indépendantes. La première source utilise deux estimations de la population produites par des anthropologues et un spécialiste d'histore sociale en 1930 et en 1988. La deuxième source repose sur la répartition des terres tribales connues.
La répartition de la population autochtone pré-contact lorsqu'elle est transposée dans les États et territoires australiens actuels
| État/territoire        | Part de la population dans les estimations de 1930 | Part de la population dans les estimations de 1988 | Répartition des terres tribales |
| ---------------------- | -------------------------------------------------- | -------------------------------------------------- | ------------------------------- |
| Queensland             | 38,2 %                                             | 37,9 %                                             | 34,2 %                          |
| Australie-Occidentale  | 19,7 %                                             | 20,2 %                                             | 22,1 %                          |
| Nouvelle-Galles du Sud | 15,3 %                                             | 18,9 %                                             | 10,3 %                          |
| Territoire du Nord     | 15,9 %                                             | 12,6 %                                             | 17,2 %                          |
| Victoria               | 4,8 %                                              | 5,7 %                                              | 5,7 %                           |
| Australie-Méridionale  | 4,8 %                                              | 4,0 %                                              | 8,6 %                           |
| Tasmanie               | 1,4 %                                              | 0,6 %                                              | 2,0 %                           |

| État/territoire        | Population en chiffres | Population en pourcentage |
| ---------------------- | ---------------------- | ------------------------- |
| Queensland             | 300 000                | 37,9 %                    |
| Australie-Occidentale  | 150 000                | 20,2 %                    |
| Nouvelle-Galles du Sud | 160 000                | 18,9 %                    |
| Territoire du Nord     | 100 000                | 12,6 %                    |
| Victoria               | 45 000                 | 5,7 %                     |
| Australie-Méridionale  | 32 000                 | 4,0 %                     |
| Tasmanie               | 5 000                  | 0,6 %                     |
| Total estimé           | 795 000                | 100%                      |

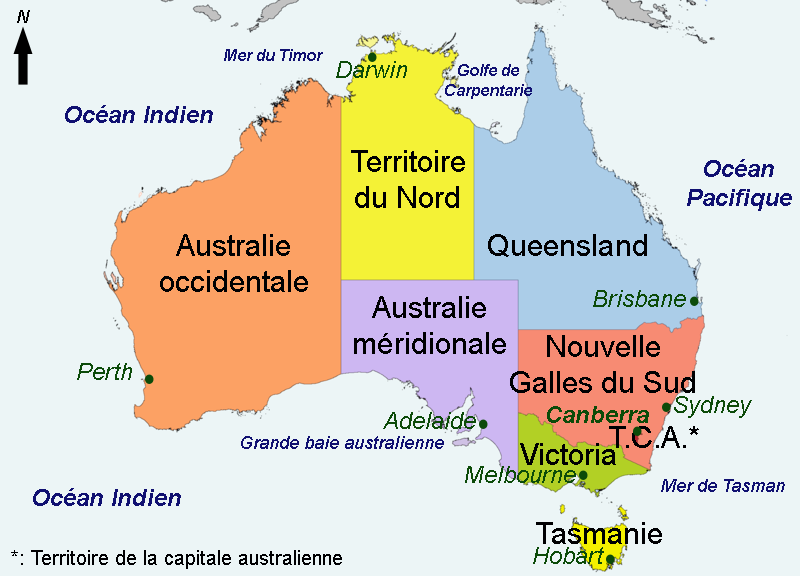
Carte des États et territoires australiens modernes

Toutes les preuves suggèrent que le territoire du Queensland avait une densité de population autochtone pré-contact plus du double de celle de la Nouvelle-Galles du Sud, au moins six fois celle de Victoria et au moins vingt fois celle de la Tasmanie. De même, il y a des indices d'une densité de population autochtone comparativement plus élevée dans les sections nord-est de la Nouvelle-Galles du Sud et le long de la côte nord du Golfe de Carpentarie et vers l'ouest, y compris dans certaines sections du Territoire du Nord et de l'Australie-Occidentale.

## Pratiques guerrières autochtones traditionnelles
Selon l'historien John Connor, les objectifs et les méthodes de la guerre autochtone traditionnelle dérivaient de l'organisation en petits groupements sociaux autonomes. Une guerre pour conquérir le territoire ennemi n'était pas concevable : elle allait au-delà des ressources de ces groupes autochtones, et elle était contraire à une culture fondée sur des liens spirituels avec un territoire spécifique. Par conséquent, la conquête du territoire d'un autre groupe était considérée comme peu bénéfique. En fin de compte, la guerre autochtone traditionnelle visait à affirmer continuellement la supériorité de son propre groupe sur ses voisins, plutôt que de conquérir, détruire ou déplacer des groupes voisins. Les peuples autochtones n'avaient pas d'idées distinctes de la guerre et de la paix, et la guerre traditionnelle était courante entre les groupes rivaux. Connor observe qu'il y avait suffisamment de similitudes dans les armes et la guerre de ces groupes pour permettre des généralisations sur la guerre autochtone traditionnelle.

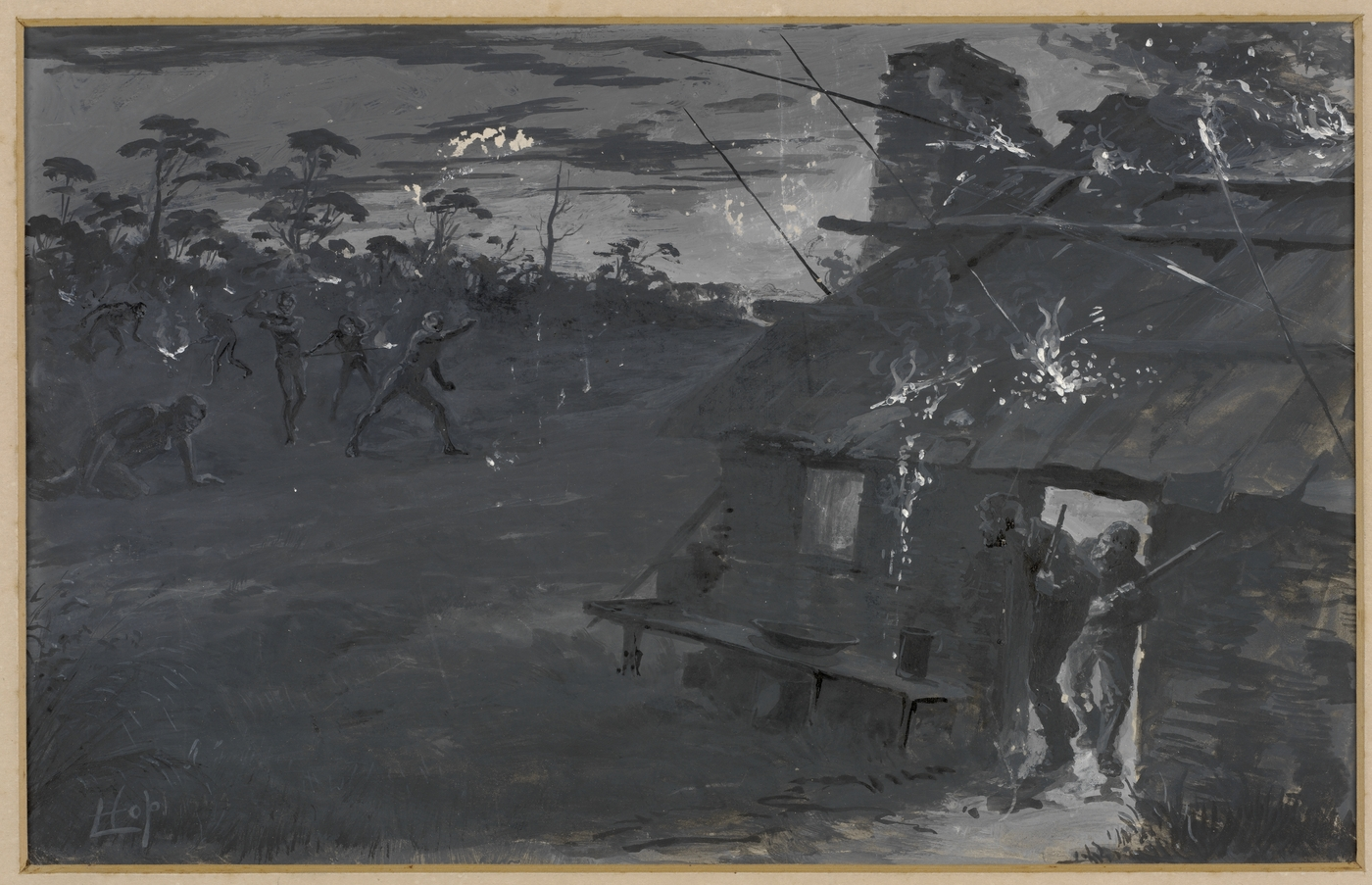
Représentation britannique d'Autochtones : Night Attack by Blacks, peinture monotone de Livingston Hopkins

John Connor décrit la guerre autochtone traditionnelle comme étant à la fois limitée et universelle. Elle était limitée pour les raisons suivantes : 
- le nombre de membres de chaque groupe, qui limitait le nombre de guerriers dans un engagement donné ;
- le fait que leur ordre social non hiérarchique empêchait un chef de réunir plusieurs groupes en une seule force ;
- la durée courte, en raison des groupes sociaux qui doivent régulièrement chasser et chercher de la nourriture.

La guerre autochtone traditionnelle était également universelle, au sens où toute la communauté participait à la guerre, les garçons apprenaient à se battre en jouant avec des jouets de mêlée et des armes à missiles, et chaque homme initié devenait un guerrier. Les femmes participaient parfois à la guerre en tant que guerrières et encourageaient en marge des batailles formelles ; toutefois elles étaient aussi des victimes de ces guerres.
Les armes disponibles avaient une grande influence sur les tactiques utilisées dans la guerre autochtone traditionnelle. Les lances et les massues n'ayant pas une longue portée, la surprise était primordiale, d'où le recours fréquent aux embuscades nocturnes.

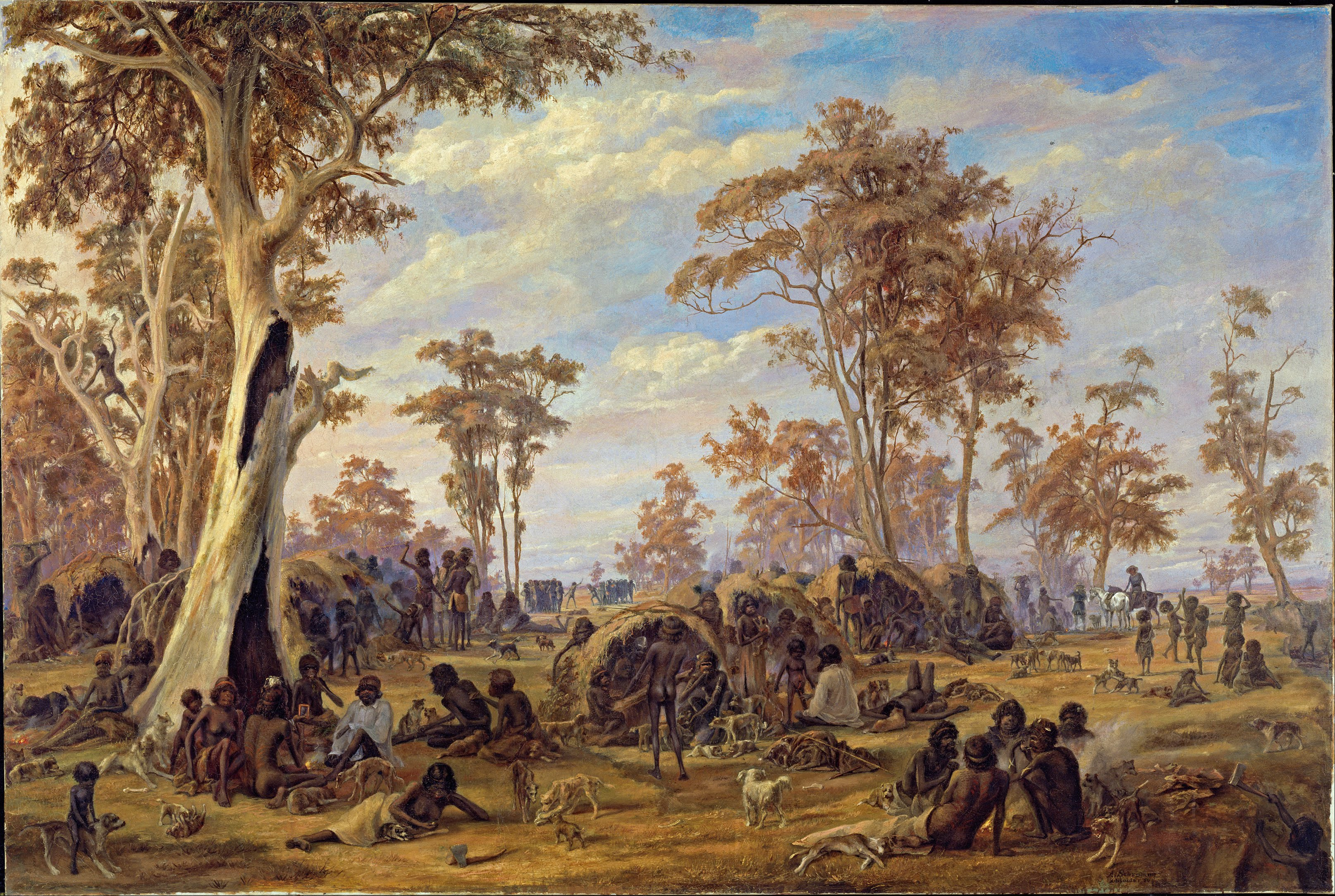
Groupe indigène sur les rives de la rivière Torrens, 1850

## Histoire générale

### Premier contact: l'Australie «terra nullius»
Le premier contact entre Britanniques et aborigènes eut lieu en 1770, date à laquelle une expédition de Grande-Bretagne sous le commandement du lieutenant James Cook effectua le premier voyage de Britanniques le long de la côte est australienne. Le 29 avril, Cook et une petite troupe de débarquement tirèrent sur un groupe de la nation Dharawal qui avait cherché à les empêcher d'accoster au pied de leur camp à Botany Bay, décrit par Cook comme "un petit village". Deux hommes du peuple Dharawal auraient eu des gestes menaçants et auraient lancé une pierre sur la fête organisée par Cook. Cook ordonna alors de tirer ; un homme de la nation Dharawal a été blessé, deux autres ont projeté des lances sur les Britanniques et ont manqué leur cible.
Au cours de son voyage sur la côte est de l'Australie, Cook ayant affirmé n'avoir observé aucun signe d'agriculture, des historiens de l'époque ont soutenu qu'en vertu du droit européen en vigueur, ces terres étaient considérées comme terra nullius ou terres n'appartenant à personne ou terres "vides d'habitants" (telles que définies par Emerich de Vattel). Il a fallu deux siècles pour que cette doctrine soit annulée par une décision de la Haute  Cour d'Australie lors du procès Mabo v Queensland (No 2). Cook a écrit qu'il avait officiellement placé sous sa domination la côte est de la Nouvelle-Hollande le 22 août 1770 alors qu'il se trouvait sur l'île Possession au large de la côte ouest de la péninsule du cap York.

### Première colonie pénitentiaire
Le gouvernement britannique a décidé d'établir une colonie pénitentiaire en Australie en 1786. Le système juridique pratiqué par les Australiens autochtones n'était pas reconnu par les colons (les barrières linguistiques rendaient de tout manière la communication extrêmement difficile), et la colonie anglophone suivait sa propre doctrine juridique. Le gouverneur de la colonie, le capitaine Arthur Phillip, a reçu pour instruction de "vivre dans l'amitié et la gentillesse" avec les Australiens autochtones et à éviter les conflits.

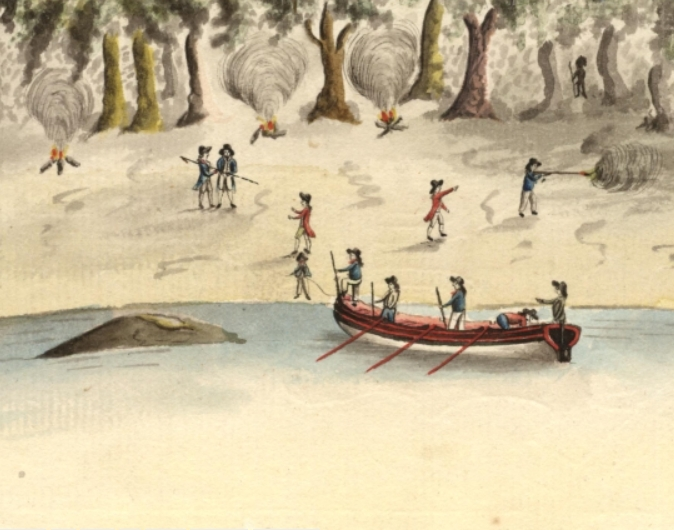
Le gouverneur Arthur Phillip, chef de la colonie britannique, debout sur la plage, l'épaule transpercée d'une lance. À l'arrière-plan, les feux de camp des Eroa. Des membres de la nation Eora fuient à droite (hors champ ici). Détail d'une œuvre d'art du peintre de Port Jackson, 1790

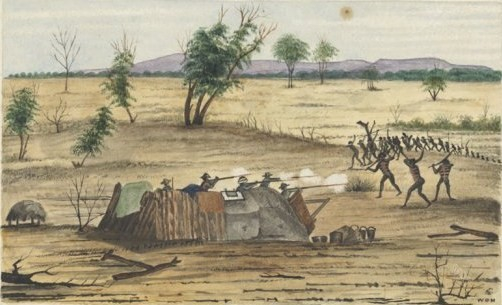
Combats entre l'une des troupes de l'Expédition de Burke et Wills et les Australiens autochtones à Bulla, Queensland en 1861

### Première occupation
Les relations pacifiques initiales entre les Australiens autochtones et les Européens ont commencé à être tendues plusieurs mois après que la Première flotte a fondé la ville de Sydney le 26 janvier 1788. Les Autochtones locaux sont devenus méfiants lorsque les Britanniques ont commencé à défricher des terres et à prendre du poisson ; en mai 1788, cinq bagnards ont été tués, un Autochtone a été blessé. Les Britanniques sont devenus de plus en plus inquiets lorsqu'ils ont aperçu des groupes de trois cents Autochtones à la périphérie de la colonie en juin. Phillip a tenté d'éviter le conflit et a interdit les représailles après avoir été harponné en 1790 mais a autorisé deux expéditions punitives en décembre 1790 après que son chasseur ait été tué par un guerrier indigène nommé Pemulwuy ; les deux expéditions ont échoué.
La colonisation britannique de l'Australie ayant commencé avec le débarquement de la Première flotte à la mi-janvier 1788 dans le sud-est de l'actuel État fédéral de la Nouvelle-Galles du Sud s'est poursuivie en Tasmanie et à Victoria à partir de 1803. Depuis lors, la densité de population des colons, ou non-Autochtones, est restée la plus élevée dans cette région du continent australien.

### Expansion côtière et intérieure
Au cours des années 1790 et au début du XIXe siècle, les Britanniques ont occupé des zones le long de la côte australienne. Leurs colonies s'étendaient initialement sur de petites superficies, de sorte qu'il y avait peu de conflits entre les colonisateurs et les peuples autochtones. Les combats ont éclaté dès que les colonies se sont développées, perturbant les activités traditionnelles de cueillette des Autochtones. Ils ont constitué le modèle de ce qui allait devenir l'invasion européenne en Australie pendant les 150 années suivantes.
Les réactions des habitants aborigènes à l'invasion soudaine des Britanniques devinrent uniformément hostiles lorsque la présence étrangère conduisit à une compétition pour les ressources et à l'occupation de leurs terres. Les maladies européennes ont décimé les populations autochtones et l'occupation ou la destruction des terres et des ressources alimentaires ont parfois provoqué des famines. Dans l'ensemble, ni les Européens ni les peuples autochtones n'ont abordé le conflit de manière organisée, la « guerre de la frontière » étant davantage un conflit entre des groupes de colonisateurs et des groupes autochtones séparés plutôt qu'une guerre systématique, même si parfois elle impliquait des soldats britanniques et plus tard des unités de police. Tous les Australiens autochtones n'ont pas résisté à l'empiètement européen sur leurs terres ; beaucoup ont également servi dans des unités de police et ont été impliqués dans des attaques contre d'autres tribus. Les colonisateurs ont souvent réagi avec violence, entraînant un certain nombre de massacres aveugles . Les activités européennes qui ont provoqué des conflits importants sont notamment le squat pastoral (l'annexion de pâturages, voir Squatting (Australian history) (en)) et les ruées vers l'or en Australie.

### Armement inégal

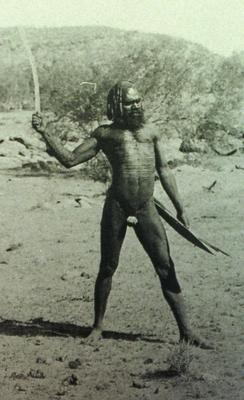
Photographie du d'un guerrier aborigène

Le nombre de morts d'Australiens autochtones tués est bien plus élevé que celui des Européens, du fait de l'usage des armes à feu par les colons. Les tactiques autochtones étaient principalement fondées sur des pratiques de chasse et de combat préexistantes - utilisant des lances, des gourdins et d'autres armes simples. Contrairement à d'autres peuples autochtones, Maoris en Nouvelle-Zélande et les Autochtones d'Amérique, les Autochtones d'Australie n'ont pas imité les tactiques militaires européennes et bien qu'il y ait eu des cas d'individus et de groupes utilisant des armes à feu, cela n'était pas répandu. En réalité, les peuples autochtones n'ont jamais été une menace militaire sérieuse, quelle que fût la crainte qu'ils aient pu inspirer aux colons. À l'occasion, de grands groupes attaquaient les Européens en terrain découvert et une bataille conventionnelle s'ensuivait, au cours de laquelle les résidents autochtones tentaient d'utiliser l'avantage du nombre. Cela pouvait parfois être efficace ; des rapports évoquent leur avancée en formation de croissant pour tenter de déborder et d'encercler leurs adversaires, attendant la première volée de tirs, puis projetant leurs lances pendant que les colons rechargeaient. Habituellement, cependant, une telle guerre ouverte s'est avérée plus coûteuse pour les Australiens autochtones que pour les Européens. 
L'utilisation des armes à feu était au cœur du succès des Européens, surtout à partir de 1850. Avant le 19e siècle, les armes à feu étaient souvent des armes à chargement par la bouche, à canon lisse et à un coup avec des mécanismes à silex. Ces armes produisaient une faible cadence de tir, tout en souffrant d'un taux d'échec élevé et n'étaient précises qu'à moins de 50 mètres (164,041995 pi) . Ces lacunes peuvent avoir donné aux résidents autochtones certains avantages, leur permettant de se rapprocher et de s'engager avec des lances ou des gourdins. Cependant, en 1850, des progrès significatifs dans le domaine des armes à feu donnèrent aux Européens un net avantage, avec le revolver Colt à six coups, le fusil à chargement par la culasse à un coup Snider et plus tard le fusil Martini-Henry ainsi que des fusils à tir rapide tels que le fusil Winchester. Ces armes, lorsqu'elles sont utilisées sur un terrain découvert et combinées à la mobilité supérieure fournie par les chevaux pour encercler et engager des groupes d'Australiens autochtones, se sont souvent révélées efficaces. Les Européens ont également dû adapter leurs tactiques pour combattre leurs ennemis rapides et souvent cachés. Les stratégies employées comprenaient des attaques surprises nocturnes et le positionnement des forces pour chasser les Autochtones des falaises ou les forcer à se retirer dans les rivières tout en attaquant des deux rives.

### Frontières dispersées

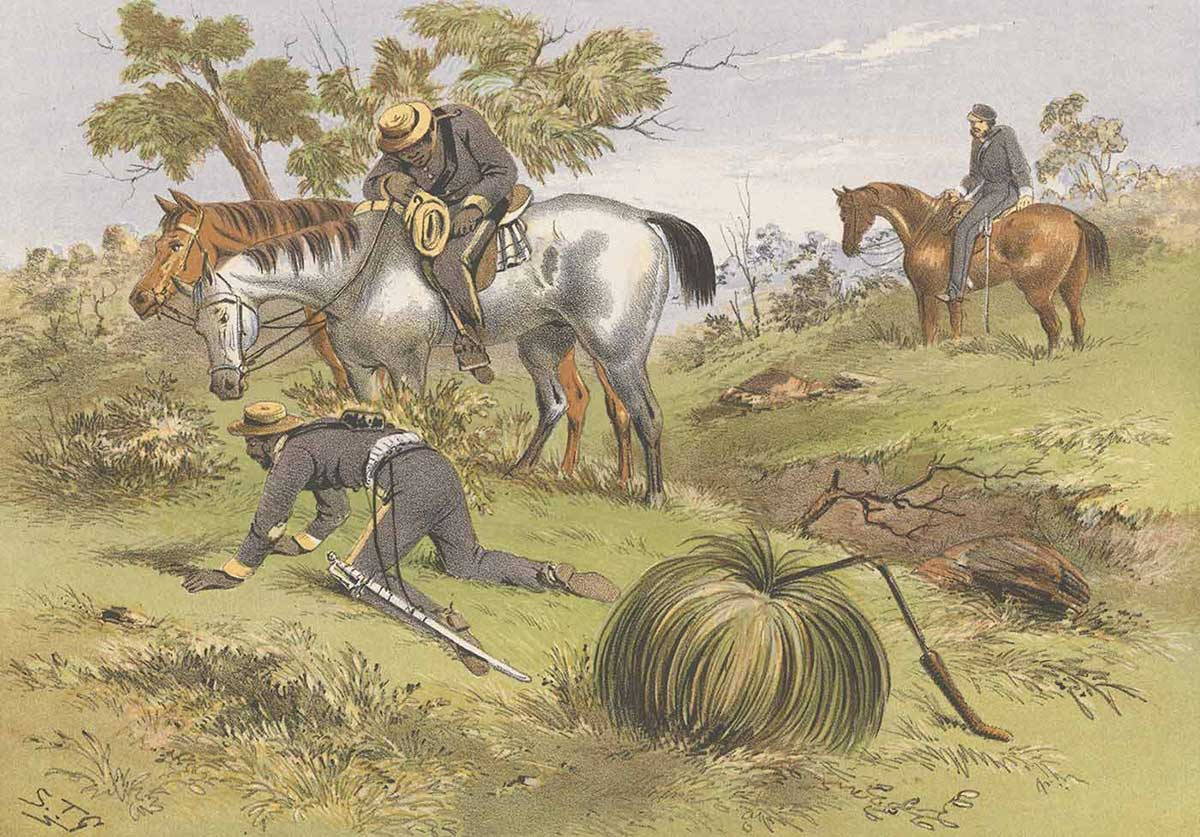
Police autochtone (Australian native police) en 1865

Les combats entre les Australiens autochtones et les colons européens étaient localisés, car les groupes autochtones ne formaient pas de confédérations capables d'une résistance soutenue. Le conflit a émergé comme une série d'engagements violents et de massacres à travers le continent. Selon l'historien Geoffrey Blainey, en Australie pendant la période coloniale, « dans un millier d'endroits isolés, il y avait des fusillades occasionnelles. Pire encore, la variole, la rougeole, la grippe et d'autres nouvelles maladies sont passées d'un camp autochtone à l'autre . . . Le principal vainqueur des Aborigènes sera la maladie et son alliée, la démoralisation" 
La crise de Caledon Bay (Caledon Bay crisis (en)) de 1932 à 1934 a vu l'un des derniers incidents d'interaction violente à la «frontière» de l'Australie indigène et non indigène, qui a commencé lorsque l'attaque au harpon de braconniers japonais qui avaient agressé des femmes Yolngu a été suivi du meurtre d'un policier. Au fur et à mesure que la crise se déroulait, l'opinion nationale a basculé derrière les aborigènes impliqués, et le premier appel au nom d'un Australien indigène, Dhakiyarr Wirrpanda, a été lancé devant la Haute Cour d'Australie dans l' affaire Tuckiar v The King (en),. À la suite de la crise, l'anthropologue Donald Thomson a été envoyé par le gouvernement pour vivre parmi les Yolngu. Ailleurs à la même époque, des militants comme Sir Douglas Nicholls commençaient leurs campagnes pour les droits des aborigènes au sein du système politique australien établi ; l'ère des conflits frontaliers était close.

### Utilisation de guides autochtones

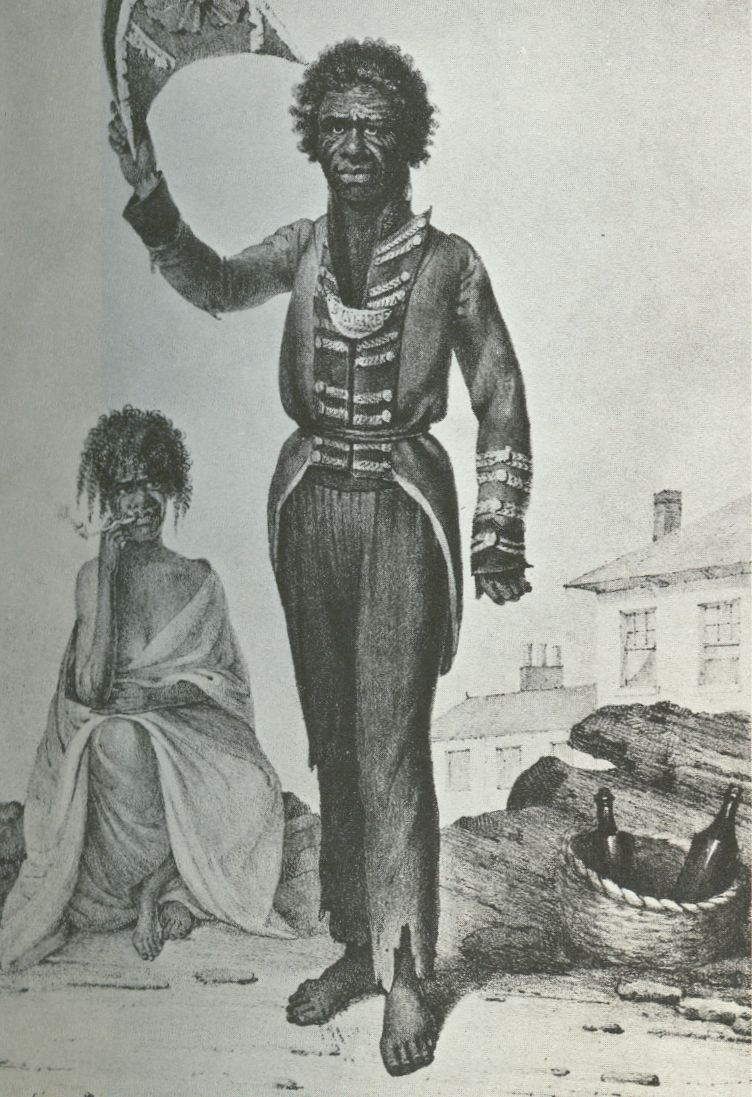
Bungaree a servi de guide à l'explorateur britannique Matthew Flinders qui avait entrepris la circumnavigation de l'Australie continentale

Les premiers explorateurs européens comptaient souvent sur des guides et une assistance autochtones : Charles Sturt employa des envoyés autochtones pour explorer le Murray-Darling ; le seul survivant de l'expédition Burke et Wills a été soigné par des résidents autochtones locaux, et le célèbre explorateur autochtone Jackey Jackey a accompagné son ami malheureux Edmund Kennedy jusqu'au cap York. Dans l'intérieur de l'Australie, les compétences des éleveurs aborigènes sont devenues très appréciées.
Des Australiens européens ont produit durant la période des guerres frontalières des études "anthropologiques" concernant les Autochtones : Walter Baldwin Spencer et Frank Gillen sont les auteurs deThe Native Tribes of Central Australia (1899) ; et Donald Thomson d'Arnhem Land (vers 1935–1943)

### Effets des maladies
La perte de terrains de chasse, la famine, les maladies ont eu sur la population autochtone des effets importants. Des épidémies de variole peuvent avoir eu un impact sur certaines communautés aborigènes, avec un dépeuplement dans de grandes parties de ce qui est maintenant l'État de Victoria, la Nouvelle-Galles du Sud et le Queensland,jusqu'à 50% ou plus, avant même le déplacement vers l'intérieur de Sydney des squatters et de leur bétail. D'autres maladies jusqu'alors inconnues de la population autochtone  —  telles que le rhume, la grippe, la rougeole, les maladies vénériennes et la tuberculose  —  ont également eu un impact, réduisant considérablement le nombre des habitants et leur cohésion tribale, limitant ainsi leur capacité d'adaptation ou de résistance à l'invasion et  à la spoliation.

## Déroulement
L'article suit l'ordre chronologique des conflits frontaliers, qui correspond à celui de l'occupation des terres par les Britanniques.

### Nouvelle-Galles du Sud

#### Guerres de Hawkesbury et de Nepean
La première guerre frontalière a commencé en 1795 lorsque des colons britanniques ont établi des fermes le long de la rivière Hawkesbury à l'ouest de Sydney dans le but déclaré d'assurer « la sécurité » de la région. Les habitants de Darug locaux ont alors attaqué des fermes ; le gouverneur Macquarie a envoyé en 1816 un détachement du 46th Regiment of Foot qui a patrouillé dans la vallée de Hawkesbury et tué 14 Australiens autochtones dans une embuscade sur leur campement, ce qui a mis fin au conflit. Les Australiens autochtones dirigés par Pemulwuy ont également mené des raids autour de Parramatta entre 1795 et 1802. Le gouverneur Philip Gidley King a émis une ordonnance en 1801 autorisant les colons à tirer à vue sur les Australiens autochtones dans les régions de Parramatta, Georges River et Prospect.

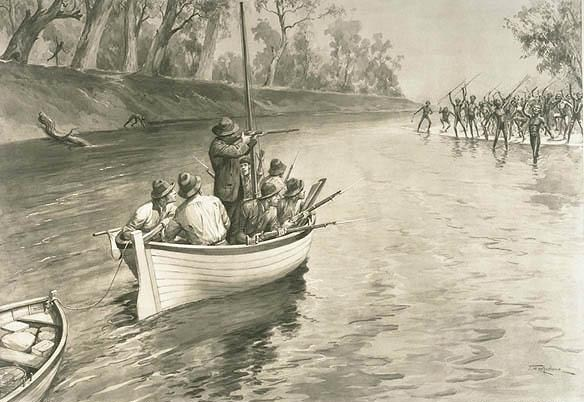
Représentation britannique du groupe de l'explorateur Charles Sturt faisant feu sur des aborigènes ; selon la légende de la National Library of Australia, le groupe est menacé par des Noirs à la jonction du Murray et du Darling, 1830, près de Wentworth, en Nouvelle-Galles du Sud.

#### Guerre de Bathurst
Le conflit a recommencé lorsque les Britanniques se sont étendus à l'intérieur de la Nouvelle-Galles du Sud. Les colons qui ont traversé les montagnes Bleues ont été harcelés par des guerriers Wiradjuri, qui ont tué ou blessé des éleveurs et du bétail et ont été visés par des meurtres en représailles. En réponse, le gouverneur Brisbane a proclamé la loi martiale le 14 août 1824 pour mettre fin « au massacre des femmes et des enfants noirs et des hommes blancs inoffensifs ».
Thomas Brisbane a créé la police à cheval de la Nouvelle-Galles du Sud, qui a commencé comme infanterie à cheval du troisième régiment, et a été déployée pour la première fois contre les bushrangers autour de Bathurst en 1825. Plus tard, ils ont été déployés dans la région supérieure de Hunter en 1826 après que des combats y ont éclaté entre les habitants et les colons de Wonnarua et de Kamilaroi

#### Guerre dans les plaines

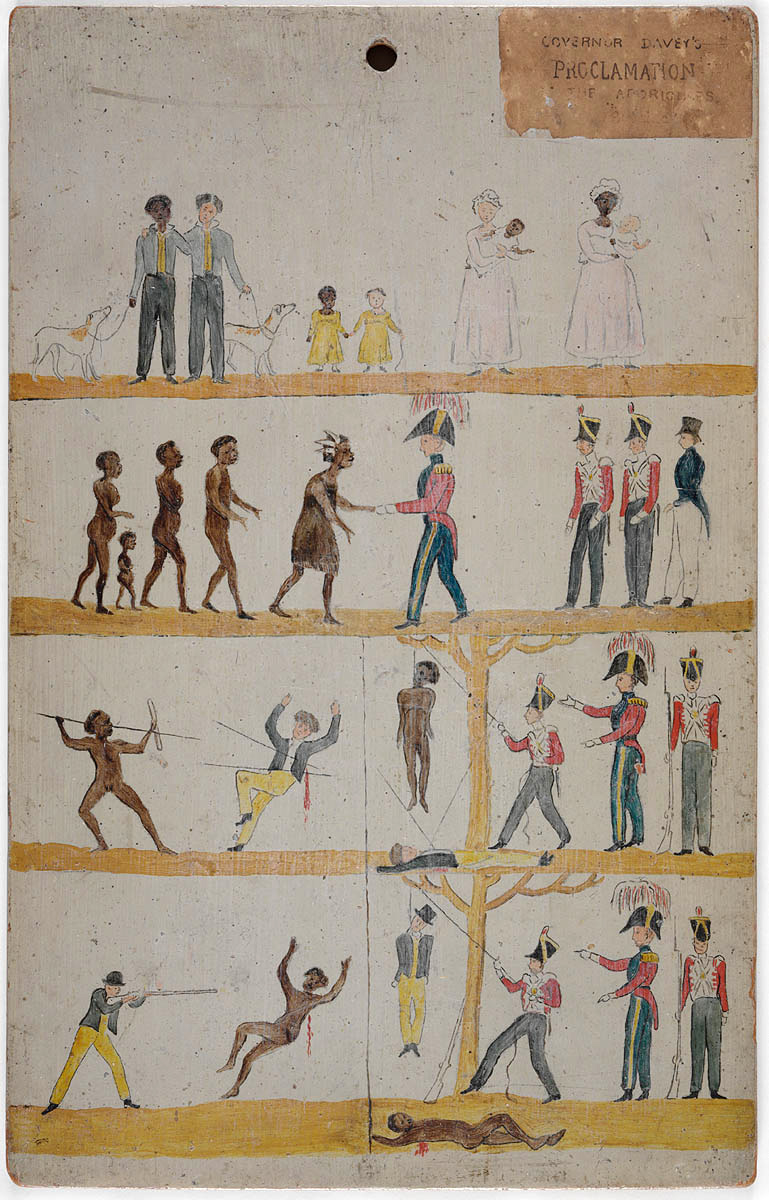
En Tasmanie pendant la Guerre noire, affiche de la Proclamation du lieutenant-gouverneur George Arthur vers 1828-1830 : 1. En haut : Coexistence pacifique de colons blancs et d'aborigènes, tous vêtus de vêtements européens ; 2. Plus bas : Un groupe d'Autochtones surveillé par de paisibles soldats/colons blancs serre la main du gouverneur Arthur ; 3. Plus bas : Un aborigène jette une lance sur un colon blanc ; il est alors pendu par l'armée sous la surveillance du gouverneur Arthur ; 4. Tout en bas : Un colon blanc tire sur un aborigène ; il est alors pendu par l'armée sous la surveillance du gouverneur Arthur. L'affiche a été montée sur des arbres dans des régions reculées de la Terre de Van Diemen (Tasmanie) où les aborigènes la verraient,.

À partir des années 1830, l'invasion britannique s'est propagée rapidement à travers l'intérieur de l'Australie orientale, entraînant un conflit généralisé. La guerre a eu lieu dans les plaines de Liverpool, et a entraîné la mort de 16 Britanniques et, selon certaines estimations, de 500 Australiens autochtones entre 1832 et 1838. La violence dans cette région comprenait plusieurs massacres d'Autochtones, dont le massacre de Waterloo Creek (Waterloo Creek massacre (en)), les massacres de Myall Creek en 1838 ; elle n'a pris fin qu'en 1843. D'autres violences ont eu lieu dans la région de la Nouvelle-Angleterre au début des années 1840.

### Tasmanie
Les Britanniques ont établi une colonie dans la Terre de Van Diemen (Tasmanie moderne) en 1803. Les relations avec les peuples autochtones locaux étaient généralement pacifiques jusqu'au milieu des années 1820, puis l'expansion pastorale a provoqué des conflits fonciers. Cela a conduit à une guerre de la frontière soutenue (la « guerre noire ») ; dans certains districts, les agriculteurs ont fortifié leurs maisons. Plus de 50 britanniques ont été tués entre 1828 et 1830 dans ce qui était la "résistance aborigène la plus réussie dans l'histoire de l'Australie".
En 1830 , le lieutenant-gouverneur Arthur tenta de mettre fin à la « guerre noire » par une offensive massive. Dans une opération connue sous le nom de "Black Line", 10% de la population civile masculine de la colonie ont été mobilisée et a marché à travers les districts habités en compagnie de la police et des soldats pour tenter d'éliminer les Australiens autochtones de la région. Peu d'Autochtones ont été capturés, mais l'opération a découragé les raids indigènes. Les Autochtones ont dû progressivement quitter leurs terres pour une réserve qui avait été établie à Flinders Island.

### Australie occidentale

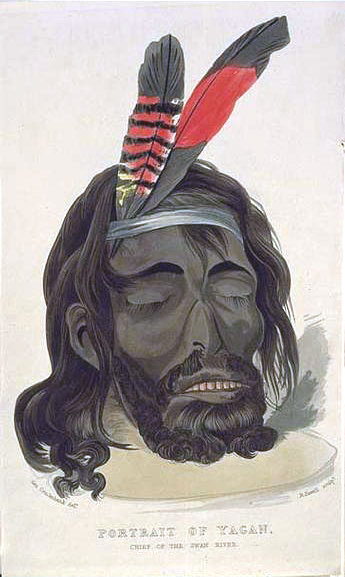
Portrait de la tête coupée du guerrier Noongar Yagan, 1833

La première colonie britannique en Australie-Occidentale a été établie par un détachement de soldats à Albany en 1826. Les relations entre la garnison et les Minang locaux étaient au départ bonnes. Un conflit ouvert entre les habitants de la nation Noongar et les colons européens a éclaté en Australie occidentale dans les années 1830 lorsque la colonie de Swan River s'est étendue à partir de Perth. Le massacre de Pinjarra, l'événement unique le plus connu, s'est produit le 28 octobre 1833 lorsqu'un groupe de colonisateurs britanniques dirigé par le gouverneur Stirling a attaqué un campement autochtone sur les rives de la rivière Murray.
La nation Noongar, chassée de ses terrains de chasse traditionnels et privée d'accès aux sites sacrés, s'est tournée vers le vol des récoltes des colons et l'abattage du bétail pour survivre. En 1831, une personne de la nation Noongar a été assassinée après avoir pris des pommes de terre; cela a conduit Yagan à tuer un serviteur de la maison, conformément au type de réaction au meurtre autorisé par la loi Noongar. En 1832, Yagan et deux autres Autochtones ont été arrêtés et condamnés à mort, mais le colon Robert Menli Lyon (en) a soutenu que Yagan défendait sa terre contre l'invasion et devait donc être traité comme un prisonnier de guerre. L'argument a été entendu et les trois hommes ont été exilés à l'île de Carnac sous la surveillance de Lyon et de deux soldats. Le groupe s'est ensuite évadé de l'île.
Les combats se sont poursuivis dans les années 1840 le long de la rivière Avon près de York.
Dans la région de Busselton, les relations entre les colons blancs et le peuple Wardandi ont été tendues jusqu'à la violence, entraînant la mort de nombreux Autochtones, ce dont témoigne par exemple le massacre de Wonnerup (Wonnerup massacre (en)).
La découverte d'or près de Coolgardie en 1892 a amené des milliers de prospecteurs sur les terres de Wangkathaa, d'où des combats sporadiques.
La poursuite de l'invasion européenne en Australie occidentale a conduit à un nouveau conflit frontalier. Les guerriers Bunuba ont attaqué les colonies européennes dans les années 1890 jusqu'à ce que leur chef, Jandamarra (en), soit tué en 1897. Un conflit sporadique s'est poursuivi dans le nord de l'Australie occidentale jusqu'aux années 1920, avec la tenue en 1926 d'une Commission royale, lors du massacre de Forrest River (Forrest River massacre (en)) commis par une expédition de police en représailles à la mort d'un Européen ; le nombre de victimes autochtones varie selon les estimations de 16 à plusieurs centaines .

### Australie-méridionale

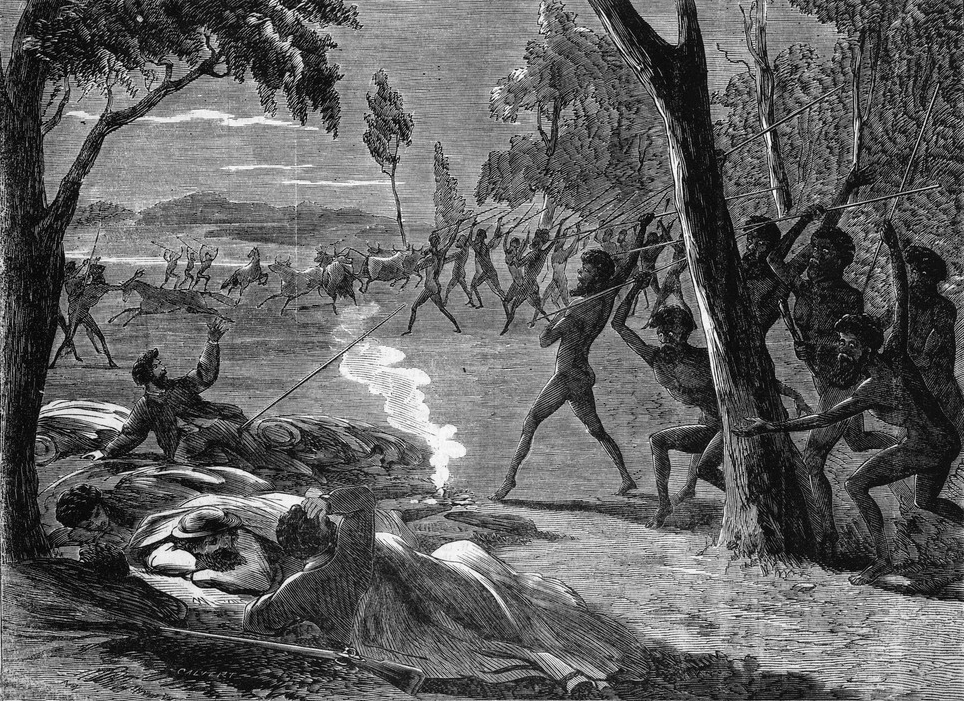
Représentation britannique d'aborigènes attaquant des squatters qui dorment près du lac Hope, 1866

L'Australie-Méridionale a été colonisée en 1836 sans participation des bagnards et avec un plan unique permettant aux colons d'acheter des terres avant leur arrivée. Le Colonial Office était très conscient des conflits avec la population aborigène qui accompagnaient les premières occupations dans les États de l'Est. Le premier jour de la proclamation en 1836, le gouverneur Hindmarsh a fait une brève déclaration qui indiquait explicitement la manière dont la population indigène devait être traitée. Il a dit :

« C'est aussi, en ce moment particulièrement, mon devoir d'informer les colons de ma résolution, de prendre tous les moyens légaux d'étendre la même protection à la population indigène qu'au reste des sujets de Sa Majesté, et de ma ferme résolution de punir avec sévérité exemplaire, tous les actes de violence ou d'injustice qui peuvent de quelque manière que ce soit être pratiqués ou tentés contre les indigènes, qui doivent être considérés autant sous la sauvegarde de la loi que les colons eux-mêmes, et ont également droit aux privilèges des sujets britanniques. »

Le gouverneur Gawler a déclaré en 1840 que les peuples autochtones "ont exercé un droit distinct, défini et absolu ou une possession exclusive et héréditaire... depuis des temps immémoriaux". Il a ordonné que des terres soient réservées à la population aborigène, mais il y a eu une opposition farouche de la part des colons qui ont insisté sur leur droit de choisir la meilleure terre. Finalement, la terre n'était accessible aux Aborigènes que si elle favorisait leur « christianisation » et qu'ils devenaient agriculteurs.
La désignation de la population autochtone en tant que citoyens britanniques leur a donné des droits et des responsabilités dont ils n'avaient aucune connaissance et qui faisait l'impasse sur leur droit coutumier autochtone. Malgré leur citoyenneté britannique, les Autochtones ne pouvaient pas témoigner en cour puisque, n'étant pas chrétiens, ils ne pouvaient prêter serment sur une bible. Il y avait aussi de grandes difficultés dans la traduction. Les intentions de ceux qui établissaient et dirigeaient la nouvelle colonie sont entrées bientôt en conflit avec les craintes des Autochtones et des nouveaux colons. "En Australie-Méridionale, comme dans les autres colonies australiennes, l'incapacité à traiter de manière adéquate les droits à la terre des Aborigènes a joué un rôle fondamental dans la violence qui a suivi.".
Peu de temps après l'établissement de la colonie, un grand nombre de moutons et de bovins ont été amenés par voie terrestre depuis les colonies de l'Est. Il y a eu de nombreux cas de conflit entre les peuples autochtones et les bouviers, les premiers désirant la protection du pays et les seconds s'empressant de tirer pour se protéger et protéger leurs troupeaux
La ville de Port Lincoln, facilement accessible par la mer depuis Adélaïde, est devenue l'une des premières colonies. Un petit nombre de bergers ont commencé à voler des terres qui abritaient une importante population autochtone. Des meurtres ont eu lieu, commis par les deux camps ; les colons ont exigé une meilleure protection. La police et les soldats ont été envoyés dans la péninsule d'Eyre mais étaient souvent inefficaces en raison de la taille de la zone et du nombre de colonies isolées. Au milieu des années 1840, après des conflits impliquant parfois un grand nombre d'Autochtones, la plus grande létalité des armes des Blancs a produit ses effets. Plusieurs chefs présumés d'attaques menées par des aborigènes ont été jugés et exécutés à Adélaïde.
L'expérience de la colonie de Port Lincoln sur la péninsule d'Eyre s'est répétée dans le sud-est de l'État et dans le nord alors que les colons empiétaient sur les territoires de la population aborigène. Le gouvernement a tenté d'appliquer la proclamation de l'État, mais les contradictions entre ces principes et la spoliation foncière que le règlement impliquait ont rendu le conflit inévitable.

### Victoria
Des combats ont également eu lieu au début de la séparation de Victoria d'avec les autres territoires, après sa colonisation en 1834.
En 1833-1834, un différend entre des baleiniers et des habitants de la nation Gunditjmara  concernant les droits sur une baleine échouée a abouti au massacre de Convincing Ground (Convincing Ground massacre (en) près de Portland, Victoria.
Le massacre du mont Cottrell (Mount Cottrell massacre (en)) en 1836 était une mesure de représailles à la suite du meurtre d'un éminent squatter de Van Diemen's Land, Charles Franks, qui squattait un terrain à l'ouest de la colonie naissante de Melbourne.
Un affrontement à Benalla en 1838 connu sous le nom de bataille de Broken River (Battle of Broken River (en)) où au moins sept colons blancs ont été tués, a marqué le début du conflit frontalier dans la colonie qui a duré quinze ans.
En 1839, le raid de représailles contre la résistance autochtone dans le centre de Victoria aboutit au massacre de Campaspe Plains (Campaspe Plains massacre (en)).
Les groupes autochtones de Victoria ont misé sur la guerre économique, tuant des dizaines de milliers de moutons. Un grand nombre de colons britanniques sont arrivés à Victoria au cours des années 1840 et sont rapidement devenus plus nombreux que la population autochtone.
À partir de 1840, les guerres d'Eumerella (Eumerella Wars (en)) se sont déroulées dans le sud-ouest de Victoria ; les massacres de Warrigal Creek et de Gippsland (Gippsland massacres (en)) ont entraîné des années de violence.
En 1842, des colons blancs de la région de Port Fairy écrivent une lettre au Charles Latrobe demandant au gouvernement de mieux les protéger contre les "attentats commis par des indigènes" ; ils y énumérènt de nombreux incidents de conflit et de guerre économique. Voici un extrait de la lettre imprimée le 10 juin :

« Nous, soussignés, colons et habitants du district de Port Fairy, prions respectueusement de représenter à Votre Honneur le grand et croissant manque de sécurité pour la vie et la propriété qui existe ici à l'heure actuelle, en conséquence de l'absence de toute protection contre les natifs. Leur nombre, leur férocité et leur ruse les rendent singulièrement redoutables, et les outrages dont ils se rendent coupables jour et nuit, et qu'ils accomplissent généralement avec impunité et succès, peuvent, nous le craignons, conduire à un état de choses encore plus désolant. , à moins que certaines mesures, promptes et efficaces, ne soient prises immédiatement pour empêcher que les choses n'aboutissent à cette malheureuse crise. »

À la fin des années 1840, le conflit frontalier se poursuit dans la Wimmera

### Queensland

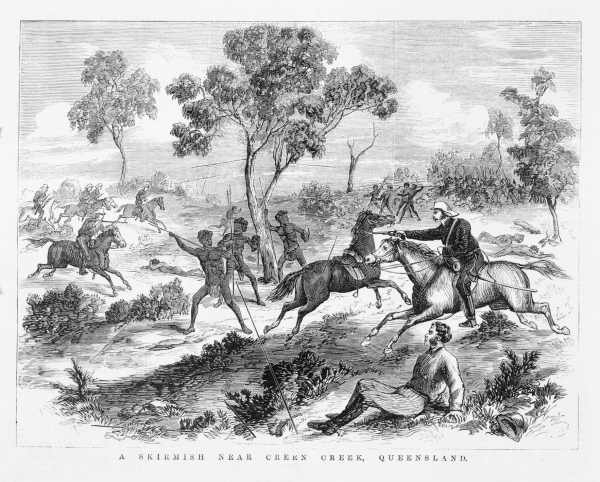
Combats près de Creen Creek, Queensland en septembre 1876

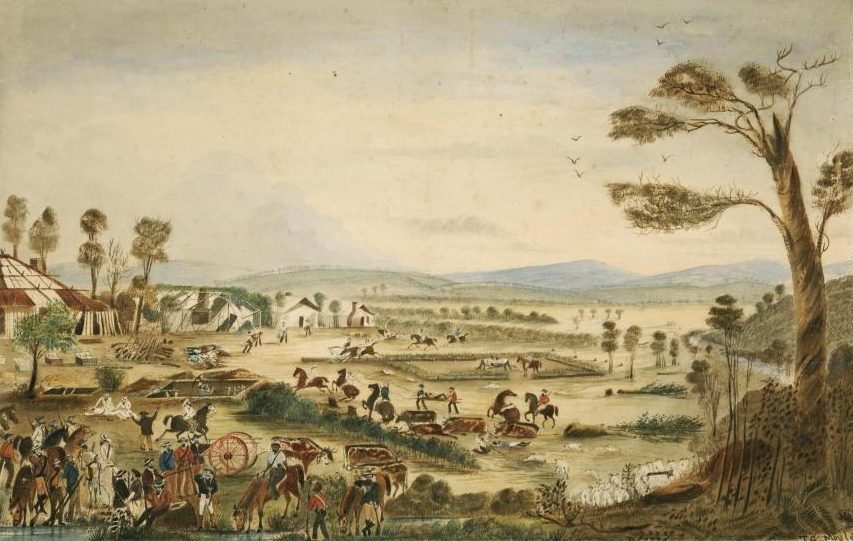
Représentation britannique : paysage après le massacre de Cullin-La-Ringo (Cullin-La-Ringo massacre) en 1861 au cours duquel 19 colons ont été tués par des Autochtones, l'attaque la plus meurtrière contre des colons dans les guerres frontalières

Les guerres frontalières ont été particulièrement meurtrières dans le Queensland, où la population autochtone était relativement importante. Ce point est souligné dans une étude réalisée en 2011 par Ørsted-Jensen, qui, en utilisant deux sources différentes, a calculé que le Queensland colonial devait représenter plus d'un tiers et près de 40% de la population autochtone du continent australien pré-contact.
Le Queensland représente la frontière coloniale la plus sanglante d'Australie. Ainsi, les archives du Queensland documentent les rapports les plus fréquents de fusillades et de massacres d'Autochtones, la police des frontières qui avait la pire réputation et le plus grand nombre de victimes blanches de la violence frontalière jamais enregistrées dans toutes les colonies australiennes. En 2009, le professeur Raymond Evans a calculé que les décès d'Autochtones causés par la seule police autochtone du Queensland n'étaient pas moins de 24 000. En juillet 2014, Evans, en coopération avec l'historien danois Robert Ørsted-Jensen, a présenté la toute première tentative d'utilisation de la modélisation statistique et d'une base de données qui couvrait 644 combats mentionnés dans des sources primaires ; d'après ses résultats, le nombre total de décès pendant les guerres frontalières du Queensland est de 66 680 - dont 65 180 morts autochtones, - alors que le nombre minimal de décès continentaux généralement accepté jusqu'alors était auparavant de 20 000 ,. Les 66 680 couvrent les morts infligées par la police indigène et les colons aux peuples autochtones, mais aussi une estimation calculée des pertes infligées par les aborigènes aux colons blancs et à leurs associés. Le nombre de morts sur le continent des Européens et associés était auparavant estimé à peu près entre 2 000 et 2 500, mais il est maintenant prouvé que le Queensland à lui seul représentait environ 1 500 de ces victimes mortelles à la frontière.
Un des groupes de police du gouvernement du Queensland, le « corps de police indigène » (parfois appelé « police montée autochtone », en anglais Native Police Force du Queensland) a été un instrument-clé de la dépossession et de l'oppression des peuples aborigènes. Il a été formé par le gouvernement de la Nouvelle-Galles du Sud en 1848, sous la direction du commandant Frederick Walker. Certains des soldats indigènes étaient des rescapés de massacres, enrôlés contre leur gré.
La colonie européenne qui couvre le Queensland actuel était au départ la colonie pénitentiaire de la baie Moreton connue sous ce nom dès septembre 1824. La colonie pénitentiaire était initialement située à Redcliffe mais s'est déplacée vers le sud jusqu'à la rivière Brisbane un an plus tard. La colonisation libre a commencé en 1838 ; elle était marquée par une expansion rapide de la colonisation et une grande précipitation des colons à s'emparer des terres environnantes dans les Darling Downs, Logan et Brisbane Valley et South Burnett à partir de 1840 ; cette présence coloniale a entraîné dans de nombreux cas des combats généralisés et de lourdes pertes en vies humaines. Le conflit s'est ensuite étendu au nord jusqu'à la région de Wide Bay, de Burnett River et de Hervey Bay ; à un moment, la colonie de Maryborough a été pratiquement assiégée. Les colons ont empoisonné un grand nombre d'Autochtones, par exemple à Kilcoy sur le South Burnett en 1842 et à Whiteside près de Brisbane en 1847, des guerriers indigènes ont tué 19 colons lors du massacre de Cullin-La-Ringo le 17 octobre 1861. Lors de la bataille de One Tree Hill (Battle of One Tree Hill (en)) en septembre 1843, Multuggerah (en) et son groupe de guerriers ont tendu une embuscade à un groupe de colons, les mettant en déroute, en représailles de l'empoisonnement de masse qui s'était produit à Kilcoy,. Les raids menés par les Kalkatungu (en) ont retenu les colons de l'ouest du Queensland pendant dix ans jusqu'en septembre 1884, date à laquelle les aborigènes ont attaqué une unité de colons et de policiers indigènes à Battle Mountain, près du Cloncurry moderne. La bataille ultérieure de Battle Mountain s'est terminée par un désastre pour les Kalkatungu (en), qui ont subi de lourdes pertes. Les combats se sont poursuivis dans le nord du Queensland, cependant, des indigènes attaquaient des moutons et du bétail tandis que la «police indigène» organisait des expéditions punitives.
Certaines sources ont qualifié ces événements de génocide,,,,,.

### Territoire du Nord
Les Britanniques ont fait trois premières tentatives pour établir des avant-postes militaires dans le nord de l'Australie. La colonie initiale de Fort Dundas sur l'île Melville a été établie en 1824 mais a été abandonnée en 1829 en raison d'attaques du peuple Tiwi local. Des combats ont également eu lieu près du fort Wellington sur la péninsule de Cobourg entre son établissement en 1827 et son abandon en 1829. La troisième colonie britannique, Fort Victoria, a également été établie sur la péninsule de Cobourg en 1838, mais a été abandonnée en 1849.
Les batailles finales ont eu lieu dans le Territoire du Nord. Une colonie permanente a été établie dans l'actuel Darwin en 1869 et les tentatives des pasteurs européens d'occuper les terres autochtones ont conduit à des conflits. Ces combats se sont poursuivis au 20e siècle et ont été motivés par les représailles contre les meurtres d'Européens et le désir des pasteurs de "sécuriser" les terres qu'ils avaient volées aux peuples autochtones. Au moins 31 Autochtones ont été tués par la police lors du massacre de Coniston en 1928 ; d'autres expéditions de représailles ont été menées en 1932 et 1933.

## Historiographie et mémoire

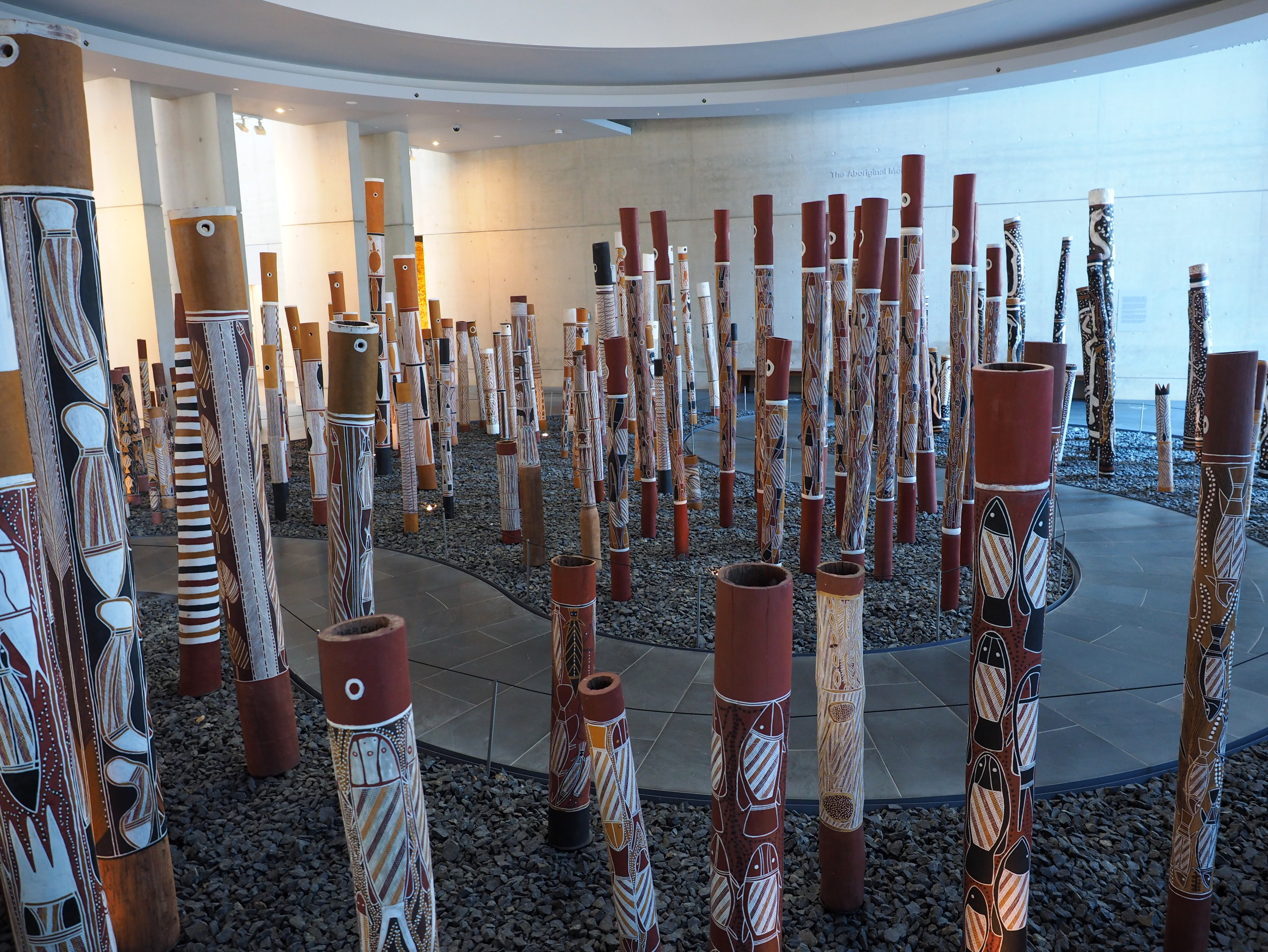
L'œuvre d'art Aboriginal Memorial commémore les Australiens autochtones qui ont perdu la vie en défendant le pays depuis 1788. Elle est exposée à la National Gallery of Australia depuis 1988

La résistance armée à l'invasion britannique a généralement reçu peu d'attention de la part des historiens jusqu'aux années 1970 et n'a pas été considérée comme une «guerre». Selon l'anthropologue William Edward Hanley Stanner (en), qui écrit en 1968, l'incapacité des historiens à inclure les Australiens autochtones dans les histoires de l'Australie ou à reconnaître les guerres frontalières constitue un "grand silence australien". Selon l'anthropologue Bastien Bosa, « Les premiers historiens ont voulu donner l’image d’une colonisation pacifique, dans laquelle les Européens auraient été les seuls acteurs de l’Histoire, découvrant, explorant et peuplant un continent qui aurait été vide à leur arrivée. Dans ce contexte, le face-à-face entre les colons et les Aborigènes était présenté comme relativement anecdotique».
Des ouvrages traitant des conflits ont commencé à apparaître dans les années 1970 et 1980, et la première histoire de la frontière australienne racontée d'un point de vue autochtone, celle de Henry Reynolds, De l'Autre côté de la frontière, The Other Side of the Frontier (en), a paru en 1982.
Entre 2000 et 2002 Keith Windschuttle a publié une série d'articles dans la revue Quadrant et le livre The Fabrication of Aboriginal History. Ces travaux soutenaient qu'il n'y avait pas eu de guerre frontalière prolongée en Australie et que les historiens avaient dans certains cas fabriqué des preuves de combats. Les affirmations de Windschuttle ont conduit à ce que l'on appelle « guerres de l'histoire », au cours desquelles les historiens ont débattu de l'étendue du conflit entre les Australiens autochtones et les colons européens.
Les guerres frontalières ne sont pas commémorées au Mémorial australien de la guerre à Canberra. Le Mémorial soutient que les combats à la frontière australienne ne relèvent pas de sa charte car ils n'impliquaient pas les forces militaires australiennes. Cette position est soutenue par la Returned and Services League of Australia mais est combattue par de nombreux historiens, dont Geoffrey Blainey, Gordon Briscoe (en), John Coates (en), John Connor, Ken Inglis, Michael McKernan (en) et Peter Stanley (en). Ces historiens soutiennent que les combats devraient être commémorés dans le cadre Mémorial dans la mesure où ils impliquaient un grand nombre d'Australiens autochtones et d'unités paramilitaires australiennes.
Le 22 février 2025, L'Université de Newcastle publie les résultats finaux de ses huit années d'efforts pour recenser et cartographier tous les massacres majeurs d' Aborigènes australiens pendant la colonisation de l'Australie, constatant qu'au moins 10 000 personnes ont été tuées.